# Charles J. Folger

Charles J. Folger

Charles James Folger (* 16. April 1818 in Nantucket, Massachusetts; † 4. September 1884 in Geneva, New York) war ein US-amerikanischer Jurist und Politiker (Republikanische Partei), der dem Kabinett von US-Präsident Chester A. Arthur als Finanzminister angehörte.

## Studium und berufliche Laufbahn als Richter
Folger war nach dem Studium der Rechtswissenschaften am Hobart College 1839 zunächst als Rechtsanwalt tätig. 1844 wurde er Richter am Court of Common Pleas in Ontario County (New York). Zwischen 1851 und 1855 war er Richter an einem Bezirksgericht. Anschließend arbeitet er bis 1862 wieder als Rechtsanwalt. Zwischenzeitlich war er 1857 Präsident des Treuhandgremiums zur Wahl des Polizeichefs seiner Heimatstadt Geneva.
1870 setzte er seine Laufbahn als Richter am New York Court of Appeals fort, dessen Präsident er von 1880 bis 1881 war.

## Politische Laufbahn

### Staatssenator im Bundesstaat New York
Er begann seine politische Laufbahn 1862 als Mitglied des Senats von New York, dem er bis 1869 angehörte. Während dieser Zeit war er auch vier Jahre Senatspräsident pro tempore. Als solcher war er auch 1867 auch Mitglied der Verfassunggebenden Versammlung von New York.
1868 war er zudem Delegierter zur Republican National Convention in Chicago, die den später auch bei der Präsidentschaftswahl erfolgreichen Ulysses S. Grant nominierte. Zwischen 1869 und 1870 war er Stellvertretender Kämmerer von New York (Assistant Treasurer).

### Finanzminister unter Präsident Arthur
Am 14. November 1881 wurde er von Präsident Chester A. Arthur als Nachfolger von Finanzminister William Windom in dessen Kabinett berufen. Als Finanzminister erzielte er den höchsten Haushaltsüberschuss in der Geschichte aller Regierungen. Dieses erreichte er trotz der Steuersenkung für Unternehmen. Er untersagte auch die Verquickung dienstlicher Tätigkeiten anlässlich von Wahlkampfspendensammlung der Parteien.
1882 erfolgte seine Nominierung zum republikanischen Kandidaten für die Wahl zum Gouverneur von New York. Folger, der weder von seinem Ministeramt zurücktrat, noch überhaupt einen Wahlkampf führte, unterlag bei der Wahl jedoch dem späteren US-Präsidenten Grover Cleveland.
Am 4. September 1884 verstarb er im Amt und wurde einen Tag später durch Walter Q. Gresham abgelöst.